# Helios Fachklinik Schleswig
Die Helios Fachklinik Schleswig ist eine Klinik für Kinder- und Jugendpsychiatrie und -psychotherapie an der Friedrich-Ebert-Straße 5 in Schleswig in der Trägerschaft von Helios Kliniken. Der Standort auf dem Hesterberg als Krankenhaus reicht bis auf das 19. Jahrhundert zurück.

## Geschichte
Die Namen der Einrichtung wechselten in ihrer Geschichte:
| ab 1. Oktober 1852: | Heil- und Erziehungsanstalt für blöd- und schwachsinnige Kinder    |
| August 1862:        | Heilanstalt für schwachsinnige Kinder                              |
| ab 1. Oktober 1900: | Provinzial-Idiotenanstalt                                          |
| ab 1. April 1913:   | Provinzial Heil- und Pflegeanstalt für Geistesschwache             |
| ab 1. Januar 1926   | Landesheil- und Pflegeanstalt für Jugendliche Schleswig-Hesterberg |
|                     | Landesaufnahme- und Erziehungsheim                                 |

### Zeit des Nationalsozialismus
Im Dezember 1941 wurde eine „Kinderfachabteilung“ eingerichtet.
Nach Auflösung des Landespflegeheimes Schleswig-Hesterberg Anfang 1942 wurden die Patienten von der Landesheilanstalt Schleswig-Stadtfeld übernommen.

### Nachkriegszeit
2014 wurden Vorwürfe bekannt, dass Kinder noch in den 1970er Jahren misshandelt worden seien.
Das Haus wurde von der Damp-Gruppe übernommen, die später an die Helios Kliniken kam.
2015 plante der Helios-Konzern eine Reihe von Abrissen und Neubauten.